# Thenzawl
Thenzawl là một thị trấn thống kê (census town) của quận Serchhip thuộc bang Mizoram, Ấn Độ.

## Địa lý
Thenzawl có vị trí 23°19′B 92°45′Đ / 23,32°B 92,75°Đ Nó có độ cao trung bình là 783 mét (2568 feet).

## Nhân khẩu
Theo điều tra dân số năm 2001 của Ấn Độ, Thenzawl có dân số 5519 người. Phái nam chiếm 50% tổng số dân và phái nữ chiếm 50%. Thenzawl có tỷ lệ 83% biết đọc biết viết, cao hơn tỷ lệ trung bình toàn quốc là 59,5%: tỷ lệ cho phái nam là 85%, và tỷ lệ cho phái nữ là 82%. Tại Thenzawl, 15% dân số nhỏ hơn 6 tuổi.